# Югов Арон Абрамович
Аро́н Абра́мович Ю́гов (нім. Aron Jugow; рос. Аро́н Абра́мович Ю́гов, справжнє прізвище Фрумсон; 15 листопада 1886, Ростов-на-Дону — 1954) — російський соціал-демократ, журналіст.

## Біографія
Батьки — купець другої гільдії Абрам Нохімович (Миколайович) Фрумсон (1839-?) та Геня Фрумсон (1840-?), оселилися в Ростові-на-Дону в 1857 році, займалися галантерейною торгівлею і жили у власній квартирі на Старопоштовій вулиці, будинок №140. Прибутковий будинок батька знаходився на Казанській вулиці, №76 (згодом будівля телеграфу). Став членом партії меншовиків у 1903 році. Займався нелегальною революційною роботою в містах Ростові-на-Дону, Маріуполі, Одесі, Севастополі, Санкт-Петербурзі та Москві.
Закінчив юридичний факультет Санкт-Петербурзького університету. За революційну діяльність чотири рази був арештований і понад рік провів у в'язницях, потім був підданий голосному поліційному нагляду і послідовно висилався до Риги, Харкова, Саратова.
З травня 1917 — член Бюро Комітету Московської організації РСДРП. Делегат серпневого (об'єднавчого) та грудневого (надзвичайного) 1917 року з'їздів РСДРП(о). Секретар ЦК після травневого (1918) Всеросійської партійної наради.
З 1921 року Югов працював завідувачем харчового відділу ВРНГ, був головою Моссельпрому. У січні він брав участь у засіданнях ЦК з підготовки матеріалів до IV Всеросійського з'їзду профспілок. У березні цього року Арона Абрамовича було заарештовано на загальноміських партійних зборах і ув'язнено до Бутирської в'язниці, але незабаром звільнено. В 1922 був висланий з більшовицької Росії, секретар Закордонної делегації, прихильник Ф. І. Дана.
У лютому 1932 року постановою Президії ЦВК СРСР за контрреволюційну діяльність Югов було позбавлено радянського громадянства. До 1933 проживав у Німеччині, потім у Франції. У вересні 1939 року, серед представників російської соціал-демократії, підписав звернення закордонної делегації РСДРП у зв'язку з вторгненням радянських військ у Польщу. 1940 року втік до Канади, де співпрацював із радянською пресою. Наприкінці 1940-х років жив у Нью-Йорку, був дружним з журналістом Борисом Скоморовським, з яким жив в одному будинку.
Автор книг та статей про економіку СРСР. З кінця 1940-х років — співробітник меншовицької преси в Канаді.

## Сім'я
- Брат — Нохім Абрамович Фрумсон (1873-1949), оперний співак (лірико-драматичний тенор), соліст Маріїнського театру, відомий за сценічним псевдонімом «Микола Ростовський».
- Племінники — нарком зовнішньої торгівлі СРСР Аркадій Павлович Розенгольц; художниця Єва Павлівна Левіна-Розенгольц; поетеса Олена Михайлівна Ширман.
- Дружина — Ольга Йосипівна (Осипівна) Доманівська (псевдонім «З. Ебер», 1885-1974), журналіст і економіст.

## Твори
- Народное хозяйство советской России и его проблемы. — Берлин: Экономические проблемы, 1929. — 262, [7] с.